# 八大龍王

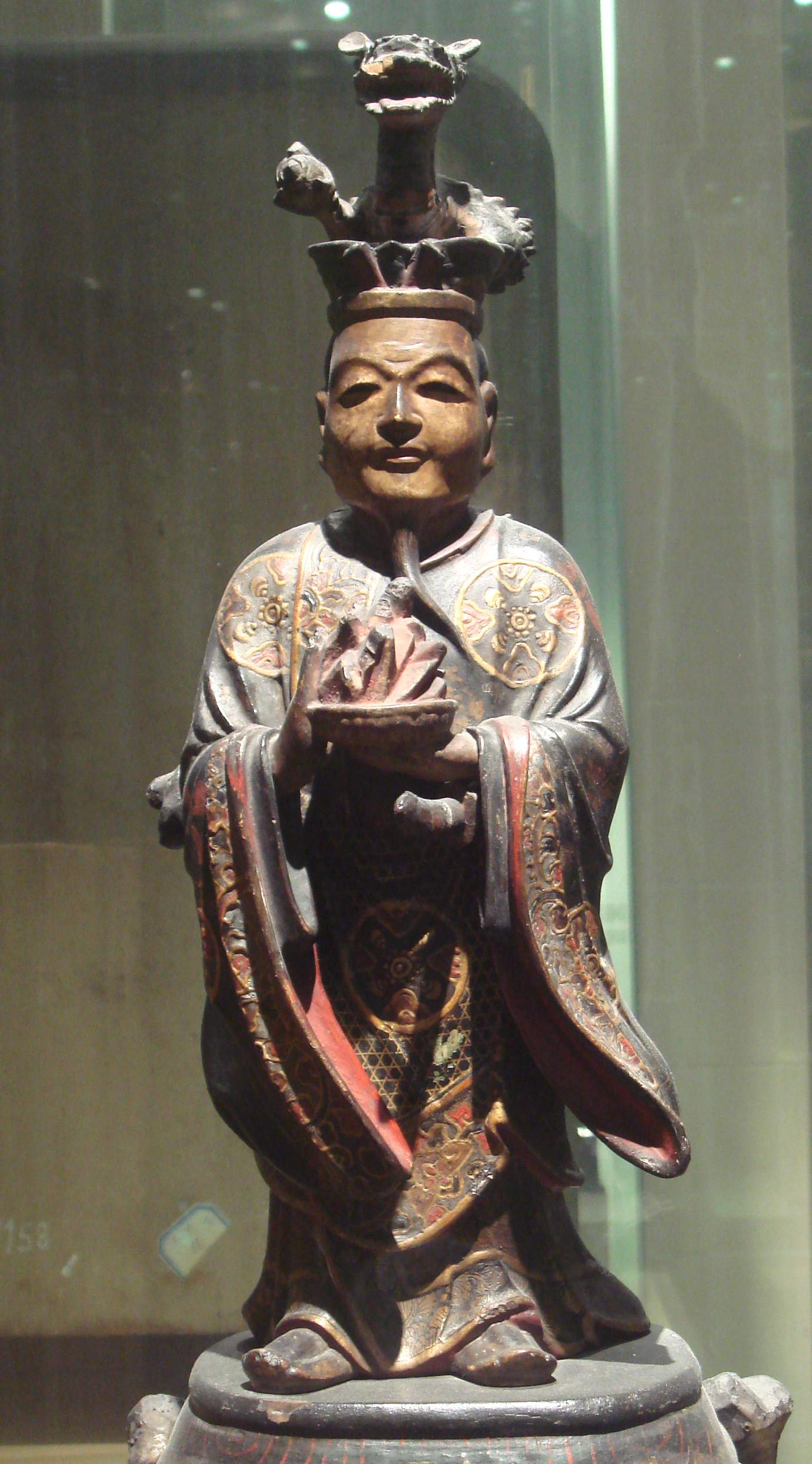
八大龍王之一、難陀龍王

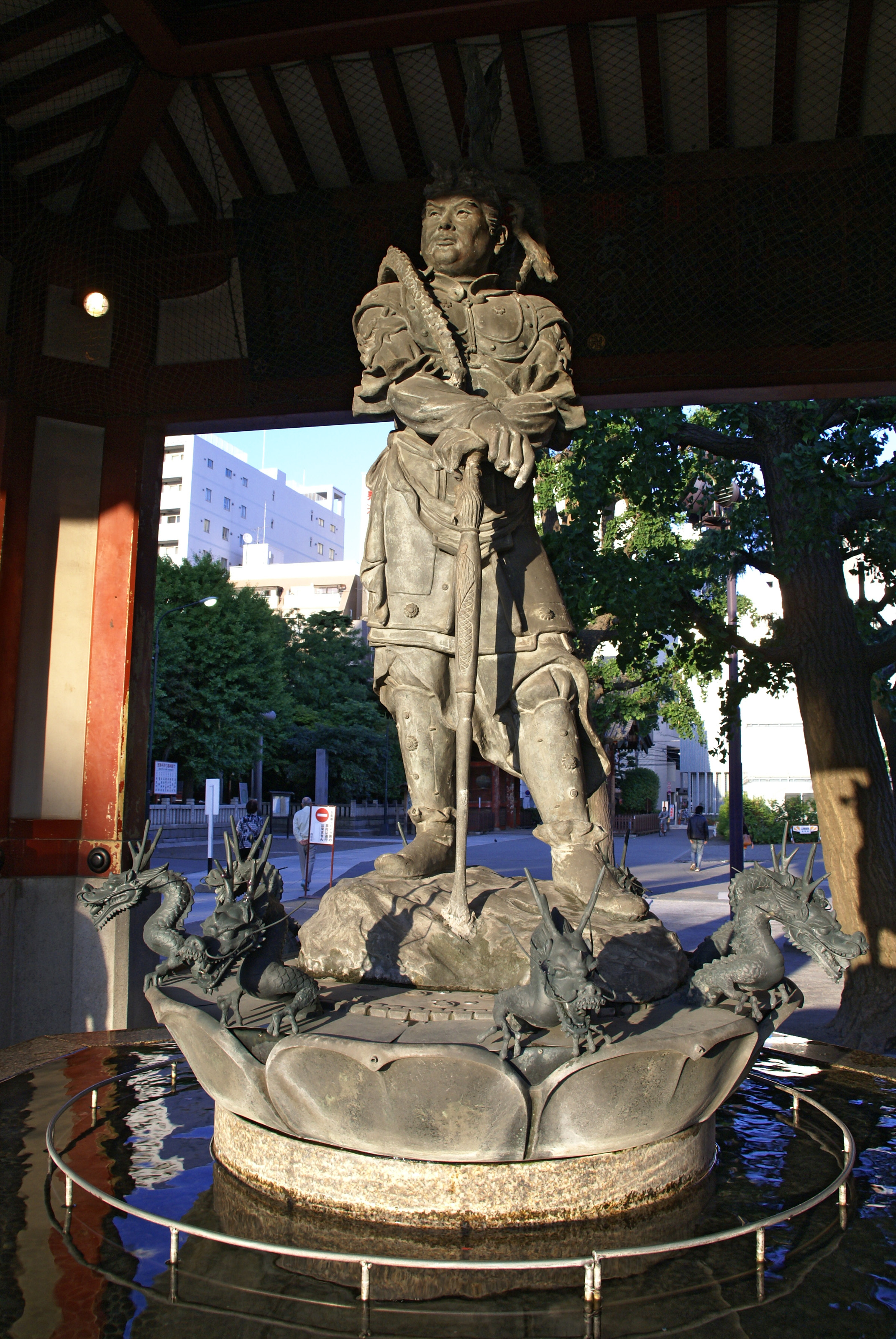
沙竭羅龍王（淺草寺）

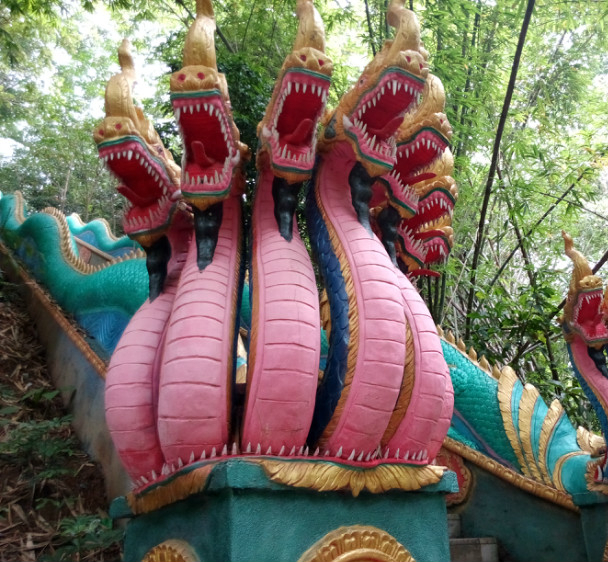
雲南西雙版納南傳上座部佛教的那伽雕像。

八大龍王（aṣṭa-nāga-rājah，羅馬化：klu'i rgyal po chen po brgyad，直译：「八大鲁龙王」），又稱八龍王，原是印度神話中八位那伽之王，後佛教吸收為天龍八部護法，在《法華經·序品》中登場。在古印度神話中，那伽（羅馬化：Nāga）原本是半神半蛇的大蛇神，在漢傳佛教、日本佛教同化成龍形，在藏傳佛教中也和藏地的魯龍神劃上等號。
八大龍王中，娑伽罗龙王爲雨神，是中国民间信仰中所祭拜的龙王的原型；難陀龙王和跋難陀龙王，曾和娑伽羅龍王戰鬥，在悉达多太子降生之時，两龙王曾吐清净水灌太子身。

## 印度教
印度教裡八大龙王爲：
- 和修吉龙王（Vasuki，Naga raja），那伽之王
- 舍沙龙王，即阿难陀
- 海龙王（Karkotaka），即娑竭罗
- 莲花龙王（Padmavati），那伽女王，為Dharanendra之伴侣
- Paravataksha，即俱利迦（Kulika），其剑能震动天地，招致霹雳
- 德叉迦（日语：徳叉迦）龙王（Takshaka）
- Ulupi，《摩诃婆罗多》史诗中是阿周那（Arjuna）之伴侣
- 摩纳娑龍王（Manasa），為和修吉之姊妹，亦為那伽女王
- 迦梨耶龍王（Kaliya），在印度神话中居閻牟那河（Yamuna），曾被黑天（Krishna）打击。
- Matali，在印度神话中為因陀罗（佛教作帝释天）之坐骑，在兰卡之战（Lanka battle）中亦是罗摩（Rama）的坐骑。

## 佛教
- 《法華經》中有八位大龍王參與法筵，分別是：[2]

1. 難陀龍王（羅馬化：Nanda）: 意譯為歡喜龍王，護法龙众的上首。[2]印度教稱舍沙（羅馬化：Śeṣa），密教譯為無邊龍王。為跋難陀龍王之兄，兩位龍王曾在釋迦牟尼佛降生之時吐清净水，一温一凉灌沐太子；難陀龍王亦曾和娑伽羅龍王戰鬥。
2. 跋難陀龍王（羅馬化：Upananda）: 意譯為賢喜龍王[2]，又音譯作優波難陀。難陀之弟，和難陀龍王共同保護摩訶陀國免於飢饉，必定参加說法，釋迦牟尼佛入滅後永遠守護佛法。
3. 娑伽羅龍王（羅馬化：Sāgara): 意譯為海龍王[2]，又音譯作沙揭羅、娑羯羅等。印度教稱“Karkoṭaka”，密教作力游龍王海龍宮之王，大海龍王，为二十诸天之一、觀世音菩薩二十八部眾之一[2]、請雨法本尊[2]。《法華經·提婆達多品》登場的八歲龍女是娑伽羅的第三王女善女龍王，在經中當即成佛，也就是空海勸請的清瀧權現。
4. 和修吉龍王（羅馬化：Vāsuki）: 意譯為多头龙王、九頭龍王、寶有龍王、寶稱龍王[2]，又音译作婆修豎、筏蘇枳、婆苏吉、婆素雞，在日本多稱作「九頭龍王」、「九頭龍大神」等。密教翻譯為廣財龍王。曾經爲守護須彌山而纏繞之，以小龍（蛇）為食[2]。印度教也認為和修吉是龍王上首。
5. 德叉迦龍王（羅馬化：Takṣaka）: 意譯為多舌龍王、兩舌龍王、現毒龍王、視毒龍王、能損害者龍王[2]，密教翻譯為安止龍王。傳說被此龍怒視之人畜會氣絕而亡[2]。德叉迦龍王是身延鏡和《金光明經》中的七面天女之父。
6. 阿那婆達多龍王（羅馬化：Anavatapta）: 意譯為無熱惱龍王[2]，又音譯作阿耨達龍王。居住在喜馬拉雅北方的神話之池——阿耨達池（無熱惱池），傳說這是閻浮提四大河發源地。
7. 摩那斯龍王（羅馬化：Manasvin或Manasa）: 意譯為大身龍王、大力龍王、大意龍王、高意龍王、慈心龍王，[2]又音譯作摩那蘇婆帝、摩纳娑。印度教中又作蓮花龍女王（Padmavati），密教作蓮花龍王（Padma）。在印度教攪乳海傳說中，阿修羅以海水侵襲喜見城，龍王舞動身體將海水逆流。
8. 優鉢羅龍王: 意譯為青蓮龍王，居住在青蓮花池而得名。[2]「青蓮華」又音譯為「優鉢華（花）」、「優鉢羅華（花）」等。

- 八大龍王有其他說法。如古印度佛教所說的八大龍王：

1. 持地龍王
2. 歡喜近喜龍王
3. 馬騾龍王
4. 目支鄰陀龍王，意譯解脫處、解脫，又音譯作目脂鄰陀、目真鄰陀、目鄰，曾在釋迦佛成佛時現七頭身為佛陀遮雨）
5. 意猛龍王
6. 持國龍王
7. 大黑龍王
8. 翳羅葉龍王，即和修吉

- 藏传佛教裡八大龙王爲：

1. 广财龙王，即婆苏吉
2. 莲花龙王，即摩纳娑
3. 力游龙王，即娑伽罗
4. 安止龙王，即德叉迦
5. 大莲龙王
6. 守螺龙王，又译螺护
7. 具神龙王，又名俱利迦罗、俱哩迦、古力迦、瞿梨伽罗、俱哩迦罗不动、俱里剑、句律迦、律迦大蛇、迦梨迦、加罗加、鸠利迦等，意译尊敕，密教认为是不动明王之化身[3]
8. 无边龙王，即阿难陀

- 《金光明最勝王經》舉出的八位龍王：

1. 蓮花龍王（padma），即俱利伽羅
2. 翳羅葉龍王，即和修吉
3. 大力龍王，即德叉迦
4. 大吼龍王，即跋陀羅
5. 小波龍王，即摩納娑
6. 持駃水龍王，即阿耨達
7. 金面龍王，即青蓮花龍王
8. 如意龍王

- 其他佛典記載的龍王：

1. 伊羅缽龍王：Erāpattra，《佛本行集經》卷三十八〈那羅陀出家品〉載，龍王前世為迦葉佛出家弟子，因故意折損名曰伊羅的草，並不受如來教誨、毀佛之禁戒，以此因緣命終投生龍身。

## 祭祀八大龍王的寺廟
漢地的佛教系龍王廟通常單供一位龍王，即居住在龍宮，管理降雨的娑竭羅海龍王（區別於道教系四海龍王、五方龍王）。日本龍王寺有供八大龍王者，也有供蘇婆吉九頭龍王者。
在印度文化圈內供奉八大龍王的寺廟不僅有佛教系，亦有印度教系。

### 東亞

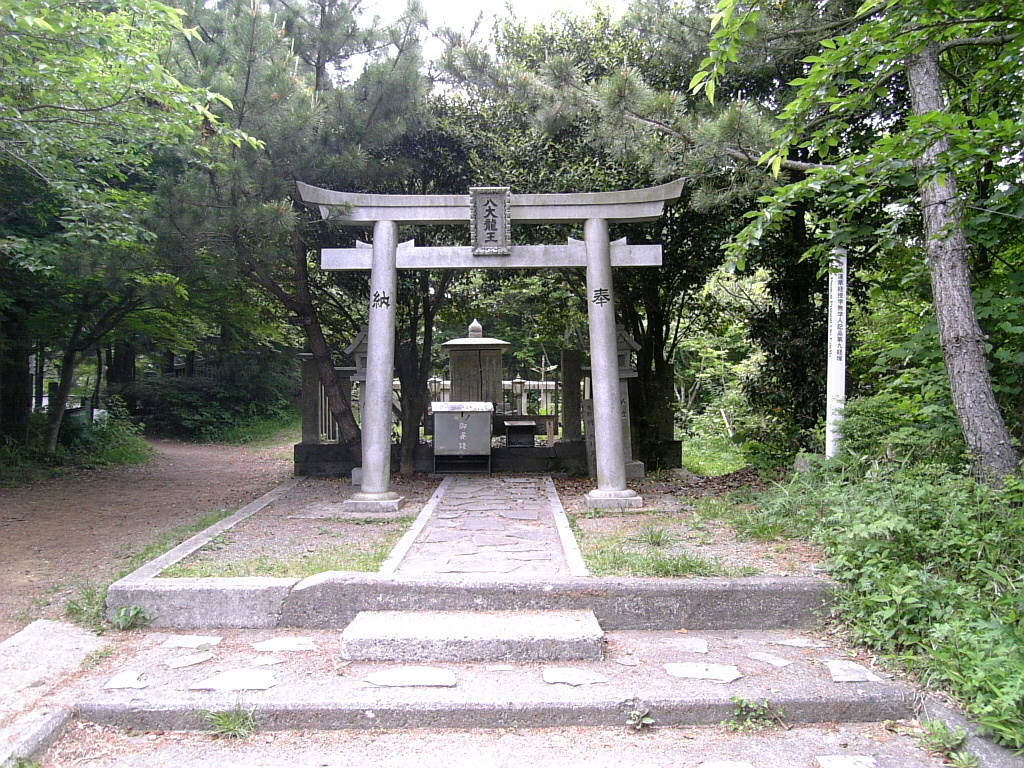
和泉葛城山 八大龍王神社

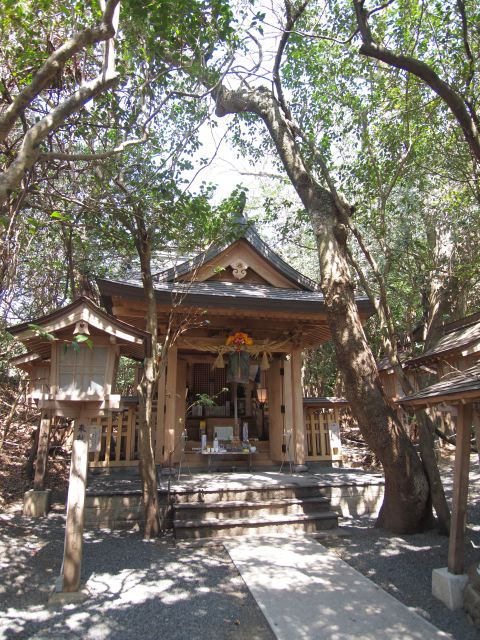
永之內八大龍王水神社

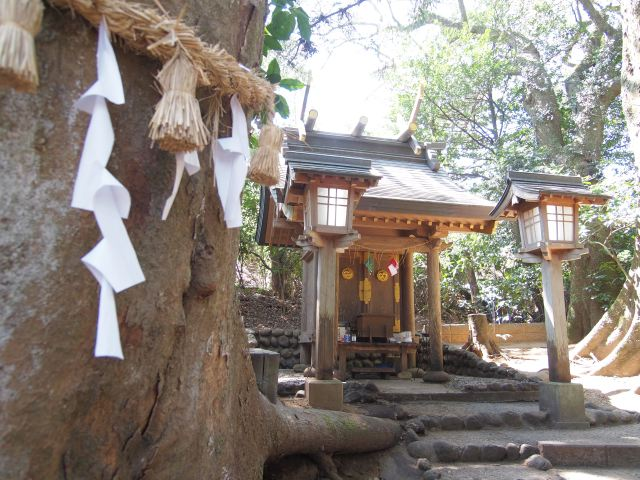
馬生木八大之宮

過去日本各地視八大龍王為祈雨之神，各地皆有神社、祠祭祀。
- 宮崎縣西臼杵郡高千穗町的天岩戶神社附近有兩座祭祀八大龍王的水神社，位於永之內有富的「八大龍王水神社」被認為是女神，馬生木的「八大之宮」則為男神，兩社互相對應。[4]
- 宮崎縣日向市日向岬米之山的「米之山展望所」西側有八大龍王石碑。
- 葛城山系（和泉山脈～金剛山地）有役小角所築的法華經二十八品埋納地【葛城二十八宿】，【第九番經塚】是和泉葛城山山頂付近的八大龍王神社。【第八番經塚】的犬鳴山祀有九頭龍大神。
- 奈良縣吉野郡天川村的大峯山龍泉寺，本尊彌勒菩薩、八大龍王尊。
- 秩父今宮神社內有八大龍王宮。

### 南亞與東南亞
印度教屬納蓋科伊爾八龍王寺。

## 相關概念
- 十大龍王：《華嚴經》舉出的十位龍王。

1. 毗樓博叉（Virūpākṣa）龍王，又譯广目
2. 娑竭羅龍王，又譯海龍王（Sāgara）
3. 雲音妙幢龍王
4. 焰口海光龍王
5. 普高雲幛龍王
6. 德叉迦龍王（Takṣaka）
7. 無邊步龍王
8. 清淨色龍王
9. 普運大聲龍王
10. 無熱恼龍王（Anavatapta），即阿耨達。

- 十一善龍族：

1. 難陀龍王，又稱七頭龍王、善住龍王
2. 象面龍王，即優波難陀龍王
3. 和修吉龍王，又名翳羅葉、伊羅鉢、九頭龍王，帝釋天坐騎，住在忉利天，為象形龍
4. 德叉迦龍王
5. 跋陀羅龍王，又名大吼龍王
6. 盧醯多龍王，即俱利伽羅，又名憤怒，不動明王和孔雀明王的部屬
7. 鉢摩梯龍王，即摩納娑，又名小波，為蝦蟆形龍
8. 雲鬘龍王，即娑竭羅、海龍王，又名婆樓那
9. 阿跋多龍王，即阿耨達，又名持駃水，為馬形龍
10. 一切道龍王，又名大智龍王，通曉諸趣語言，寶篋印陀羅尼守護者，少見於人間
11. 鉢婆訶龍王，即青蓮花龍王、金面龍王，又名金蓮花龍王、忍龍，不動明王部屬

- 四海龍王、五方龍王，為道教、華人民間信仰的龍王。

## 關連項目
- 那伽
- 七面天女
- 善女龍王
- 九頭龍傳承

## 外部連結
- タクシャカ竜王の歌（页面存档备份，存于）
- 2008年10月12日に、天川村の大峯山龍泉寺で斎行された『八大龍王大祭』（页面存档备份，存于）
- 八大龍王水神社